# Sotion von Alexandria
Sotion von Alexandria war ein antiker griechischer Philosoph und Philosophiehistoriker des frühen 2. Jahrhunderts v. Chr.

## Leben und Werk
Sotion von Alexandria war wohl Peripatetiker. Er ist nur bekannt durch sein mindestens 13 Bücher umfassendes, zwischen 200 und 170 v. Chr. verfasstes philosophiehistorisches Werk Diadochaí tōn philosóphōn (d. h. „Abfolgen der Philosophen“). Von dieser Schrift sind nur Fragmente bei späteren Autoren überliefert. Auch die vom in der Mitte des 2. Jahrhunderts v. Chr. lebenden Philosophen Herakleides Lembos von ihr angefertigte Epitome ging verloren. Sotions Werk war jedenfalls eine bedeutende Quelle für Diogenes Laertios, der es in seinem eigenen Werk über Leben und Lehre antiker Philosophen 23 mal zitiert, aber wahrscheinlich nicht direkt, sondern nur über Mittelquellen benutzte.
In seinem Werk schilderte Sotion die Geschichte der griechischen Philosophie als Diadochen (legitime Nachfolgen), bei denen der tradierte Stoff dem Schüler durch seinen Lehrer vermittelt wurde. Nur hierdurch war der Philosoph legitimiert, nicht aber beispielsweise aufgrund seiner eigenen produktiven Leistung. Diese Methode hatte nicht Sotion entwickelt, sondern sie war schon bei Aristoteles und Theophrastos von Eresos vorgeformt worden, doch dürfte Sotion sie zu einem System ausgebaut haben. Diogenes Laertios folgte ihm in dieser Tendenz. Laut dem Vorwort zu seinem eigenen Werk beeinflusste Sotion dessen Aufbau; auf diesen geht demnach die Unterscheidung zweier Traditionsreihen von Philosophenschulen, der ionischen und italischen, zurück. Sotion ließ sich nicht über die Lehrmeinungen der Philosophen aus, sondern beschäftigte sich vor allem mit Einzelheiten ihrer Vita und ihren Schriften; auch teilte er annähernd deren Lebenszeit mit und in welchem Verhältnis der jeweils beschriebene Philosoph zu anderen stand. Er begründete die später vorherrschende Vorstellung, dass alle nachmalige Philosophie – mit Ausnahme der Schule Epikurs – in der Sukzession von Sokrates stehe. Außer Diogenes Laertios bringen u. a. Athenaios, Sextus Empiricus und Eunapios Zitate aus Sotions Werk. Zusätzlich erwähnt Athenaios, dass Sotion in einem weiteren Werk die von Timon von Phleius verfasste Schrift Silloi kommentierte.